# 埃里克·康奈尔
埃里克·阿林·康奈尔（英語：Eric Allin Cornell，1961年12月19日—），出生於美國加州帕洛阿尔托，美国物理学家。由于他「在鹼金屬原子稀釋氣體中（製成）玻色-爱因斯坦凝聚的成就，以及關於凝聚特性的早期基礎研究」，与沃爾夫岡·克特勒和卡尔·威曼三人共同获得2001年诺贝尔物理学奖。

## 生平
康奈尔出生在加利福尼亚州帕洛阿尔托。他的父母在离帕洛阿尔托仅十分钟车程之遥的史丹佛大學获得研究生学位。康奈尔出生两年后，他的父亲在麻省理工学院土木工程系出任教授，康奈尔也随之搬到了麻省理工学院所在的马萨诸塞州剑桥市，并在那里度过了童年时光。不过由于父亲有时会去外地做休假研究（sabbatical），康奈尔也在加州伯克利和葡萄牙里斯本各住过一整年。在高中毕业前一年，他与母亲搬回加州，在旧金山一所以教育聪颖儿童著称的中学完成高中。
康奈尔本科就读于父母的母校斯坦福大学。在校期间他就已经在几个低温物理课题组作助手。康奈尔在课业和实验室工作上都很顺利，做一个物理学家的未来在向他招手，但那时他仍没想好是应该研究物理，还是去从事文学或政治方面的工作。大学读到当中，康奈尔去了中国大陆和台湾，在九个月里担任英语口语志愿老师，同时学习中文。这段经历让他发现自己真正擅长的还是物理。1985年，康奈尔以优等生荣誉从斯坦福大学毕业。在大学期间，康奈尔还遇到了他未来的妻子塞莱斯特·兰德里。
大学毕业后，康奈尔进入麻省理工学院就读研究生。在此期间他在大衛·E·普里查德的研究组里从事中微子研究，具体课题是利用氚的β衰变测定电子中微子的质量。尽管未能成功，他还是在1990年获得了博士学位。
之后，康奈尔以博士后研究人员身份进入了科罗拉多大学博尔德分校的卡尔·威曼研究组。在科罗拉多大学博尔德分校的两年里，他提出了一个实现玻色-爱因斯坦凝聚的方法：用磁场约束原子，同时利用激光冷却和蒸发冷却，使系统温度降到足够低。这一设想得到了认可，他得以在美国国家标准技术研究所（NIST）和科罗拉多大学合办的JILA研究所里获得一个长期职位。玻色-爱因斯坦凝聚最终在1995年实现。这是原子物理学领域一个突破性的成果，康奈尔和他的博士后导师卡尔·威曼以及沃爾夫岡·克特勒三人因此获得2001年的诺贝尔物理学奖。
康奈尔目前是科罗拉多大学博尔德分校的物理学教授，同时也在美国国家标准技术研究所和美国商务部任职（国家标准技术研究所是商务部下属单位）。他的实验室位于JILA。除了诺贝尔奖之外，他还在1998年获得过洛伦兹奖章。康奈尔是美国科学促进会的会士和美国艺术与科学院院士。

## 个人生活
康奈尔在1995年与塞莱斯特·兰德里结婚。他们在1996年迎来了第一个女儿伊莉莎，第二个女儿索菲娅于1998年降生。
2004年，康奈尔罹患一种名为坏死性筋膜炎的罕见病，他的左臂和肩膀因而不得不被截去，以阻止细菌蔓延。他在当年12月出院，经过休养后于2005年四月返回职位工作。

## 链接
- 个人主页（页面存档备份，存于）
- 国家标准技术研究所对玻色-爱因斯坦凝聚的简介
- 康奈尔名下的专利